# 三つ編み

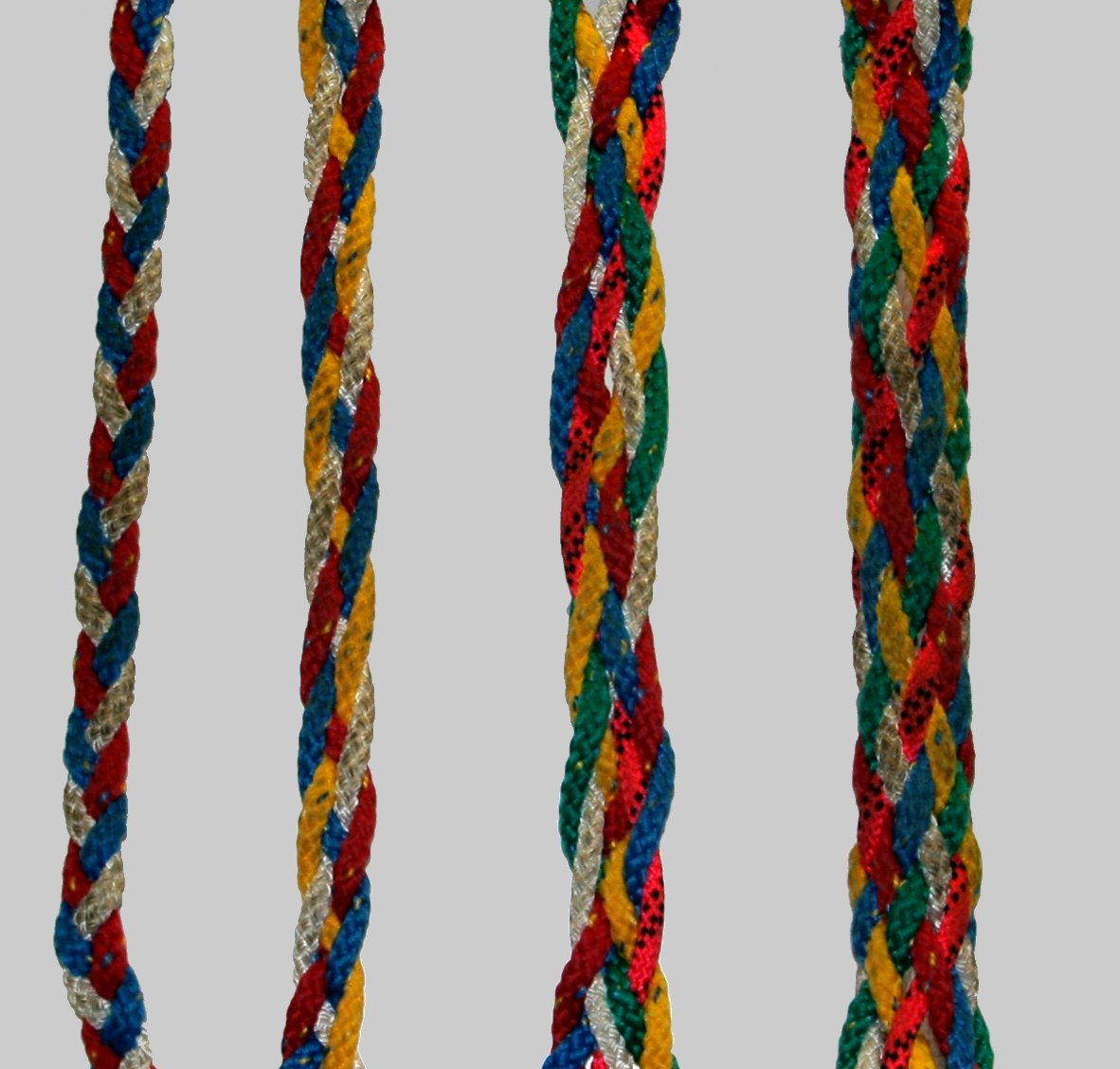
左から順に、三つ編み、四つ編み、五つ編み、六つ編み

三つ編み（みつあみ）には、以下に示す3種類の語義がある。
1. 組み紐の一種[1]。
2. 髪型の一種[1]。
3. 上記の概念を抽象化した、数学における、組み紐（ブレイド）の一つ。

本項ではこれら3つの用語のそれぞれを節に分けて解説する。

## 三つ編み（組み紐）

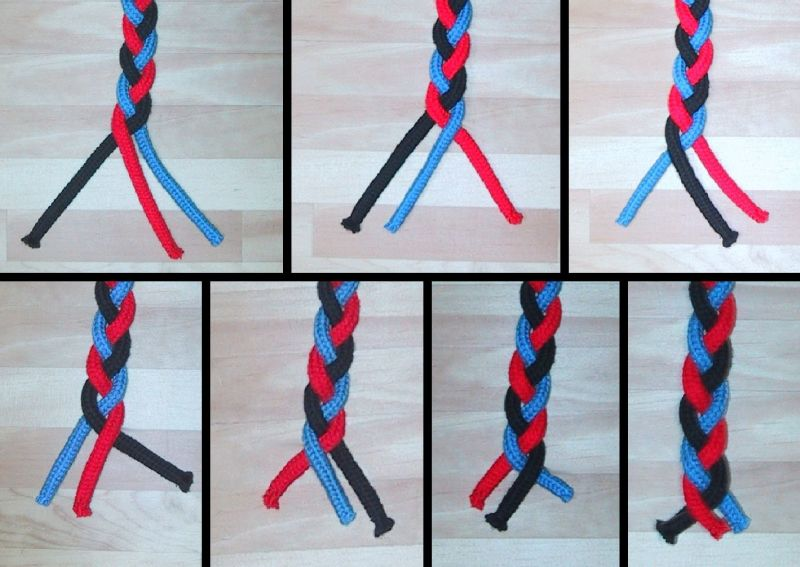
三つ編みの編み方

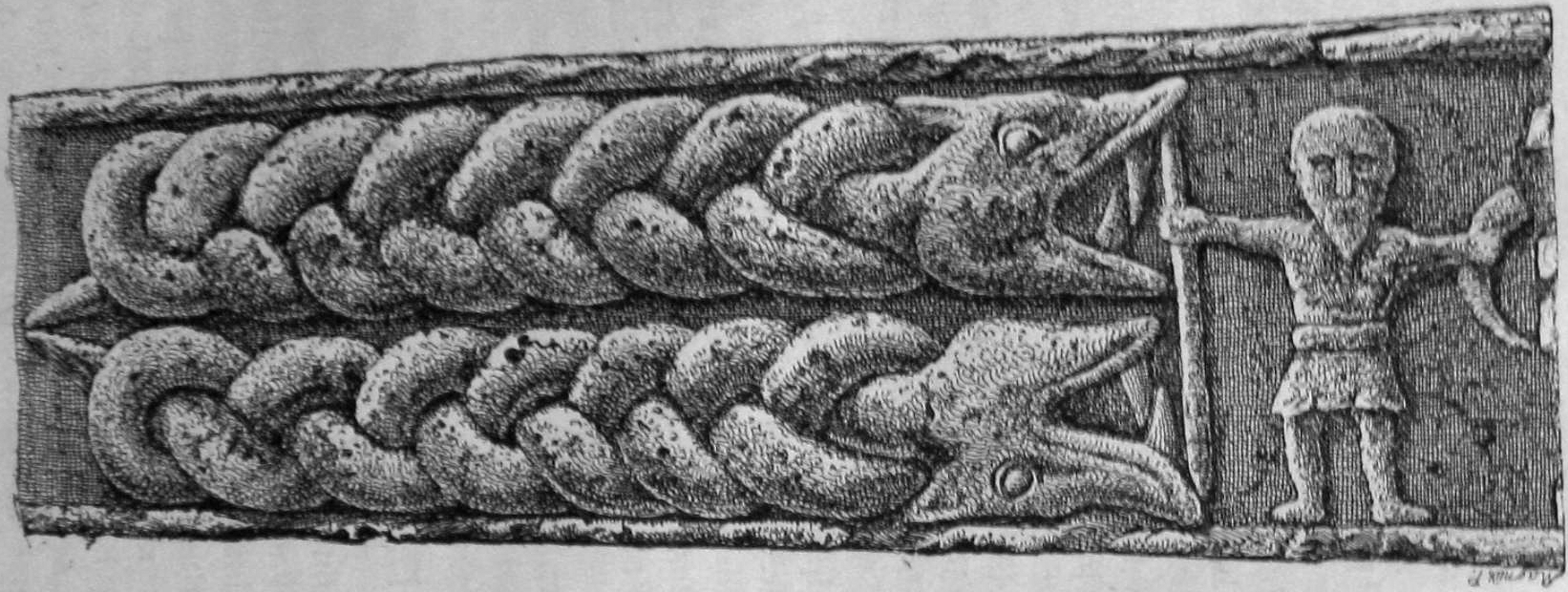
ゴスフォースの十字架（部分）に見る三つ編み文様。（イギリス湖水地方のゴスフォース村の教会に残る、アングロサクソンのハイクロス。）9世紀頃の作。

組み紐の一種としての三つ編みは、3本の紐状のものを右図のようなやりかたで編み、1本の太い束にしたもの。あるいは、その手法を指す。
トルコ編み（トルコあみ）とも言う。ブレイド（英語: braid）とも言うが、ブレイドは広義には3つ以外のものも含む。

### 概説
三つ編みを編むには、3本の紐を横一列に並べ、片方の端を固定し、もう片方の端で、右と真ん中の2本、左と真ん中の2本を交代で交換する。その際、端から真ん中に移る紐を常に同じ側（常に手前、あるいは常に奥）になるように交換する。
3本の代わりに、4本以上の紐を編んで「四つ編み（よつあみ）」等を作ることもできる。しかし、2本では編むことができず、編める本数は3本が最小である。
きちんと締まった三つ編みの断面は、円形や正三角形等の3回（120度）回転対称図形ではなく、平らにつぶれている。これは、三つ編みを編む際の紐の初期位置が、正三角形の頂点上ではなく横一列であることからもわかる。断面の平らさは三つ編みではそれほどはっきりしないが、本数が多くなると顕著に平らになり、シート状になる。

### 組み紐と三つ編み構造のギャラリー
組み紐としての三つ編み、三つ編み構造による生産物、および、文化としての三つ編み文様を見ていく。

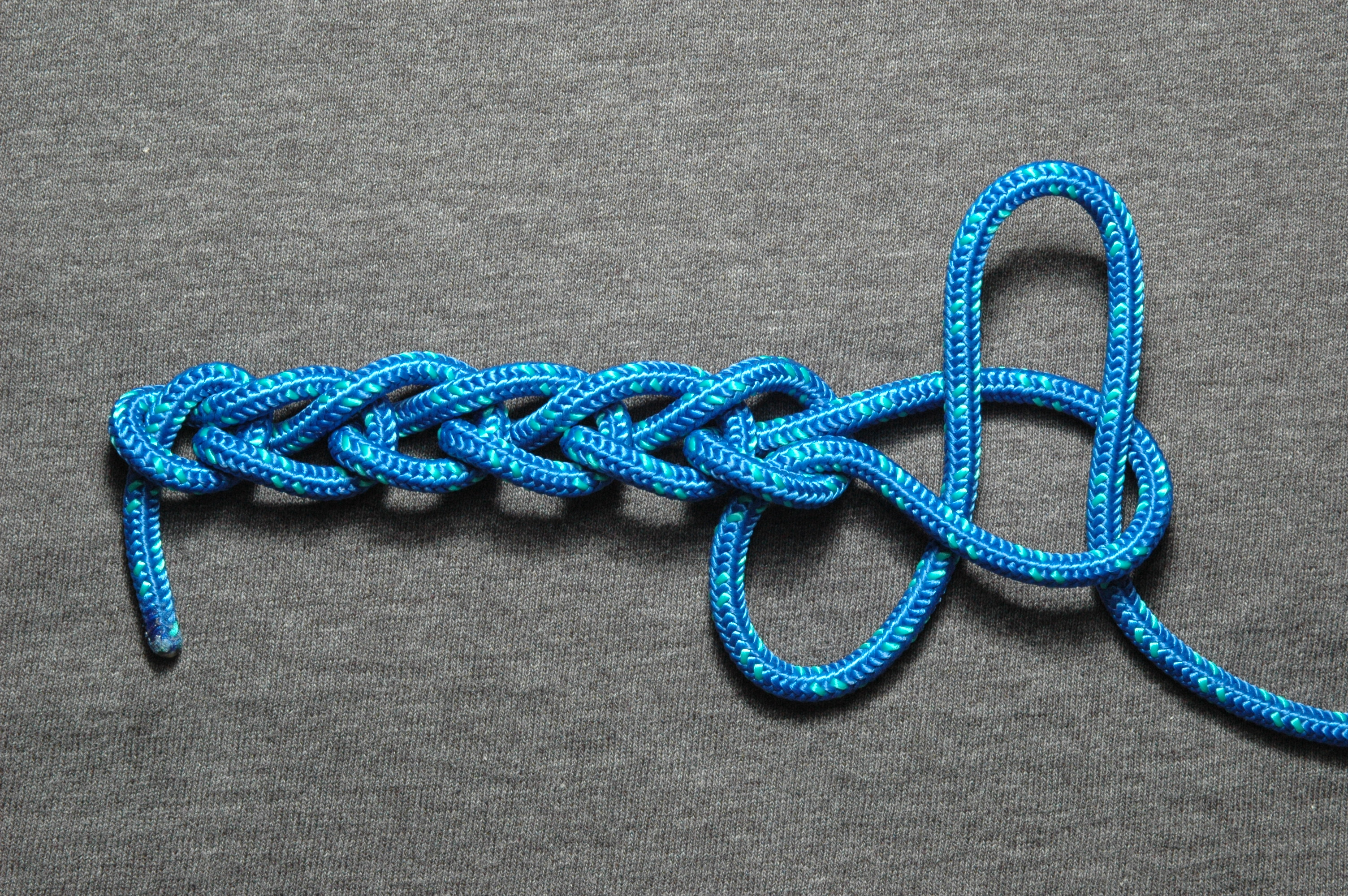
chain sinnet
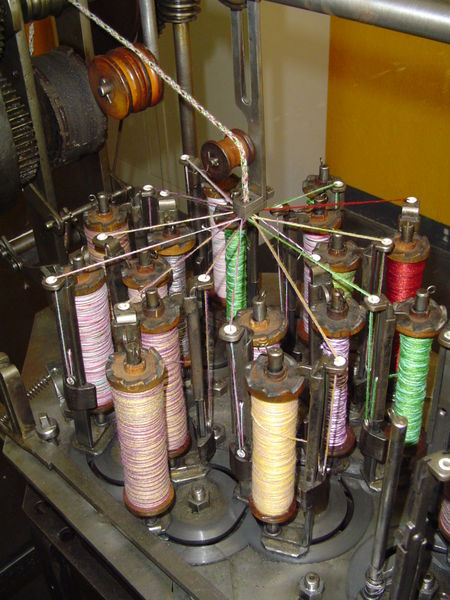
ファクトリーオートメーション化された組み紐生産機械（1925年）
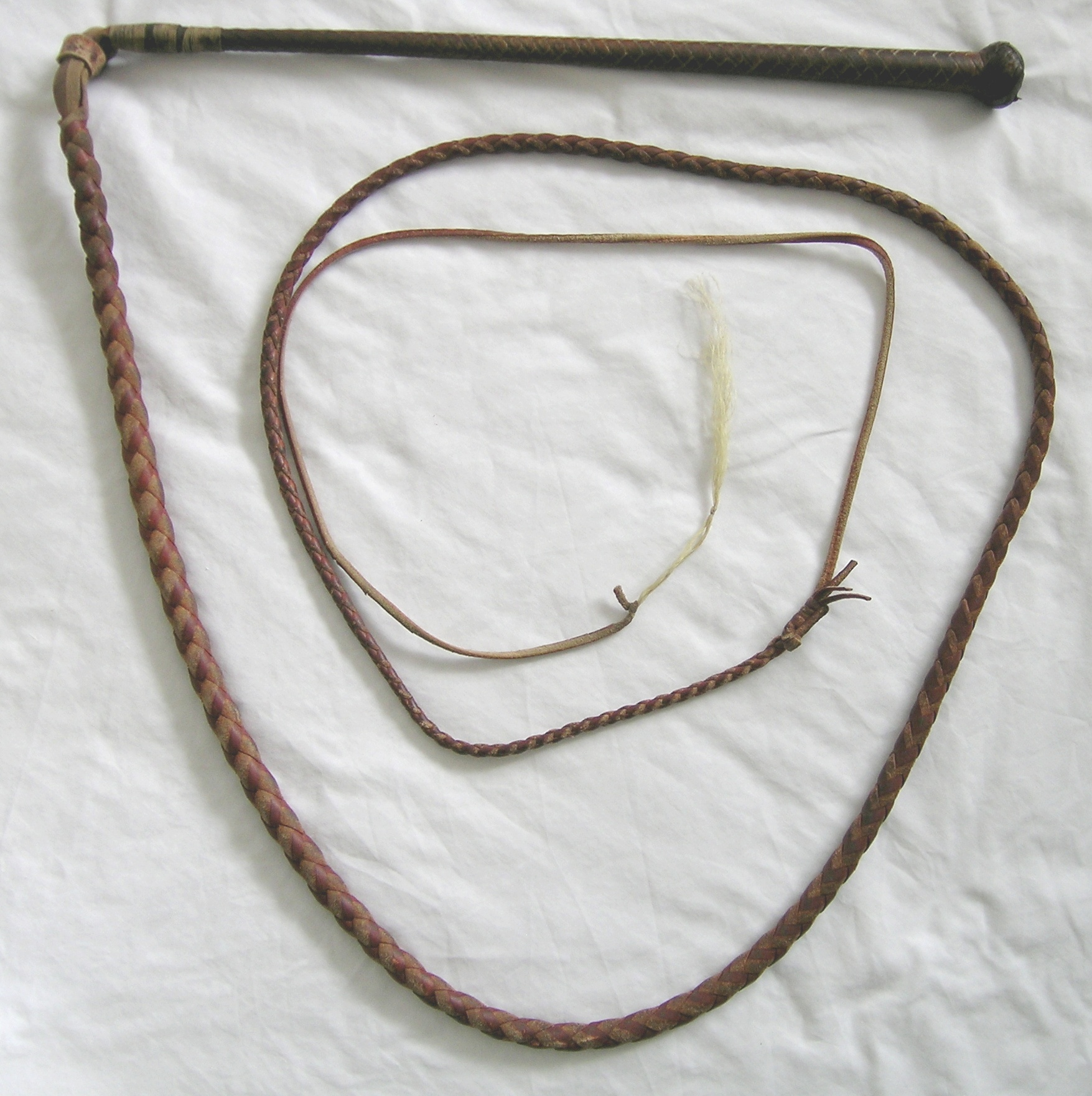
三つ編み構造をもつ革鞭 (stockwhip)。
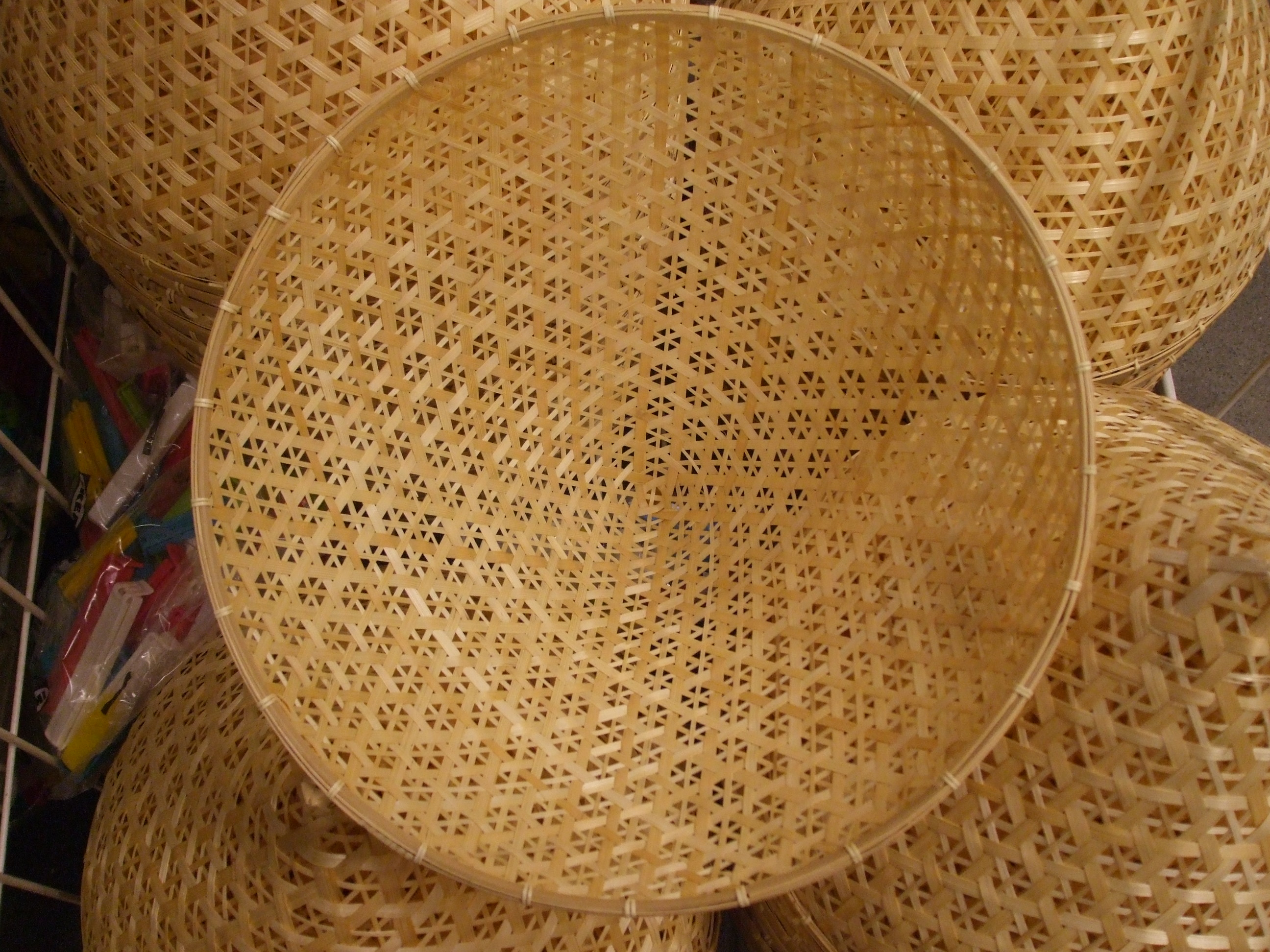
竹籤（たけひご）を編むことによって作られる、三つ編み構造の笊（ざる）
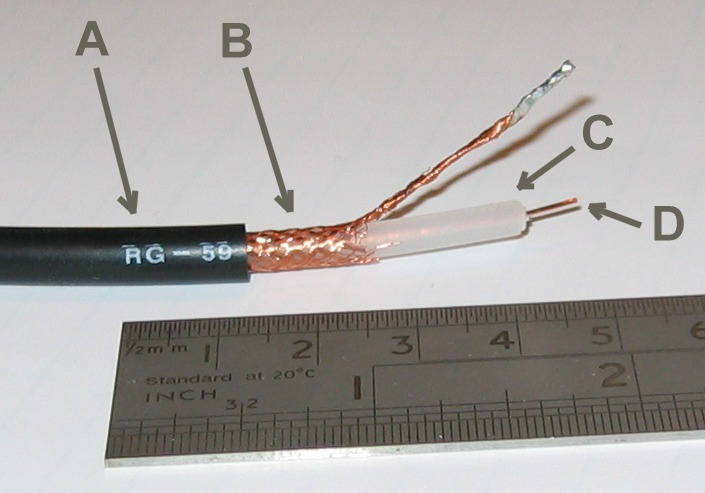
工業製品における三つ編み処理の一例（同軸ケーブル）

## 三つ編み（髪型）
髪型の一種としての三つ編みは、長髪を装飾的に編み込んで作る代表的な髪型の一つ。

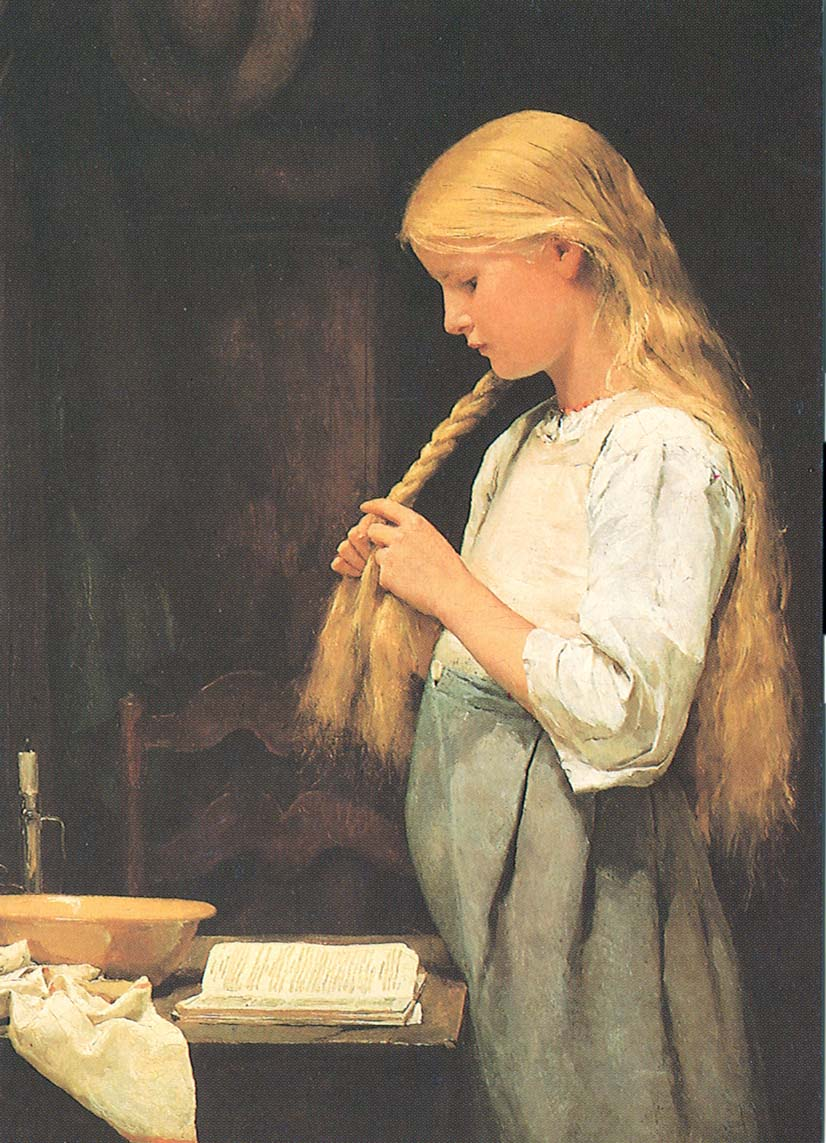
油彩画 『髪を編む少女』（ 1887年、アルベルト・アンカー［en］）

現代女性に広く一般的な髪型であるが、古代オリエント世界や地中海世界など古代世界においても女性に一般的なものであった。
また、北アメリカの平原部に居住していた、いわゆる狭義のインディアンの間では、男女を問わない髪型の一つである。20世紀前半まで満州民族の男性に伝統的な髪型であった辮髪も三つ編みである。
16世紀前後のヨーロッパで庶民に一般的であったポーリッシュ・プラット) は、髪の手入れに頓着しない当時の風潮に適うばかりでなく、健康を祈念する護符（アミュレット）としての役割もあり、王侯貴族にまで普及するに到った。この髪型で最もよく知られている人物はデンマーク王クリスチャン4世（1577 - 1648年）で、彼は頭の左側から三つ編みのお下げ髪を垂らし、その先を赤いリボンで飾っていた（なお、当時はリボンの使用にも男女の区別は無かった。）。
ブレイド（英語：braid）、プラット（英語：plait）などと呼ぶ。
また、とくにアフリカ系の（縮毛性の強い髪質の）人々の、細く畝を作るような編みこみを指して コーンロウ（英語：cornrow）と呼ぶ。
なお、三つ編みや四つ編みを含めて髪型は、基本的には人間がその身を飾るために行うものであるが、家畜等の動物を飾り付ける方法の一つとして彼らの体毛を髪の毛に見立てて、施される場合もある。馬はその一例であり、鬣（たてがみ）や尻尾の毛が編み込まれることがある。また、一部に飾り紐を交えながら編み込まれる場合も多い。

### 髪型のギャラリー
古今東西の様々な三つ編みとその類いを紹介する。

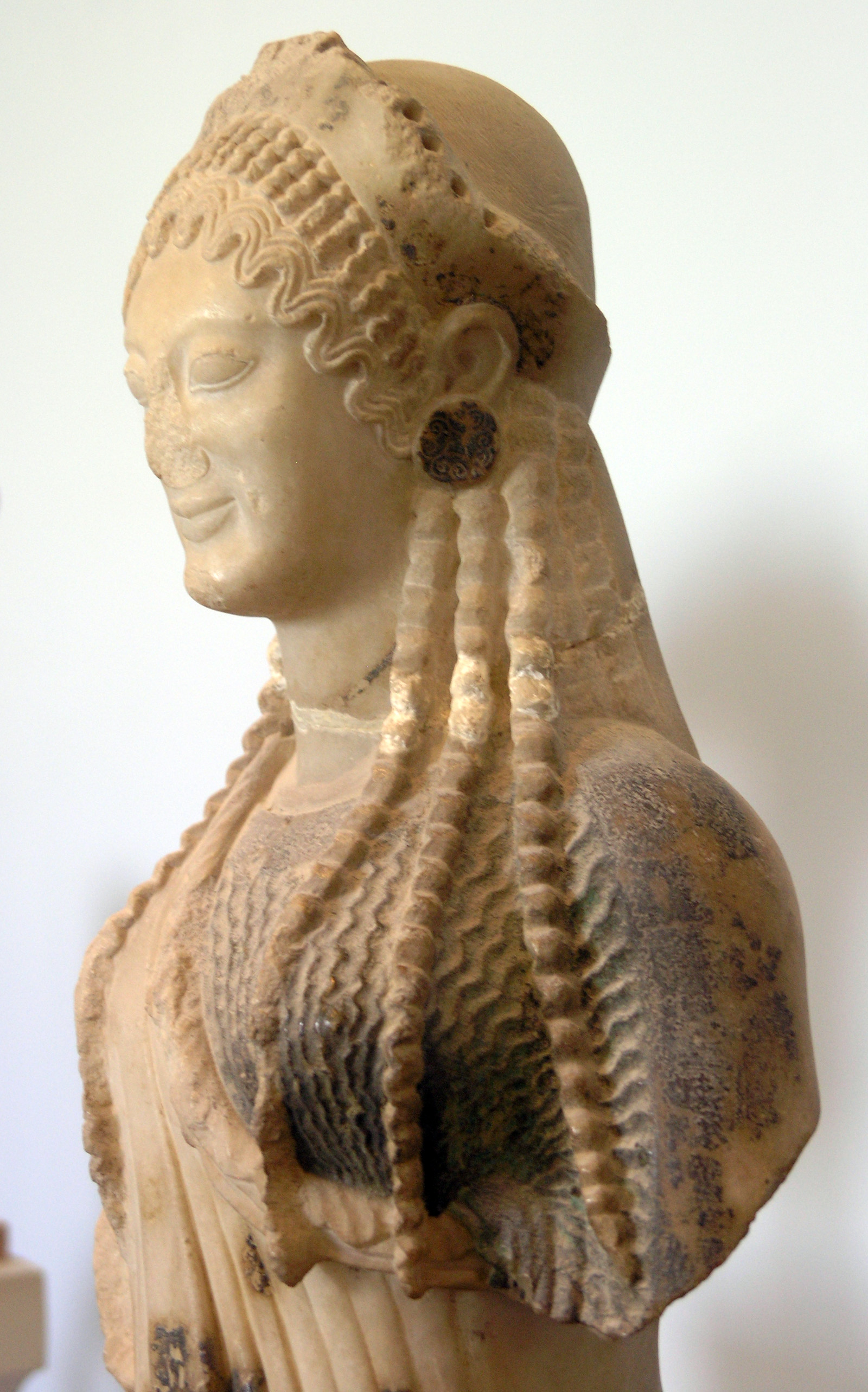
ギリシア神話に登場する女神コレーの石像（ギリシアのヒオス島出土、アテネのアクロポリス博物館所蔵））
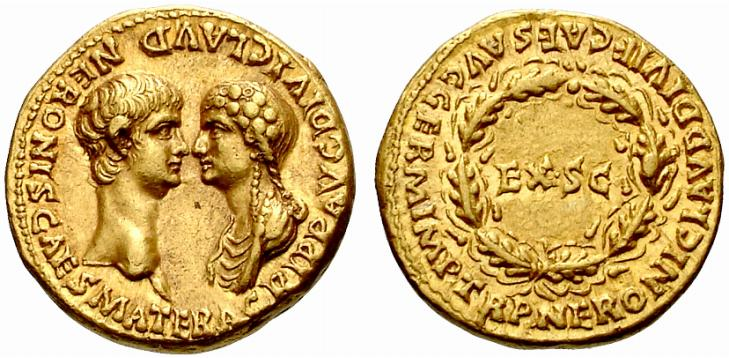
ローマ皇帝ネロと母親・小アグリッピナの金貨（右側の肖像が母親）
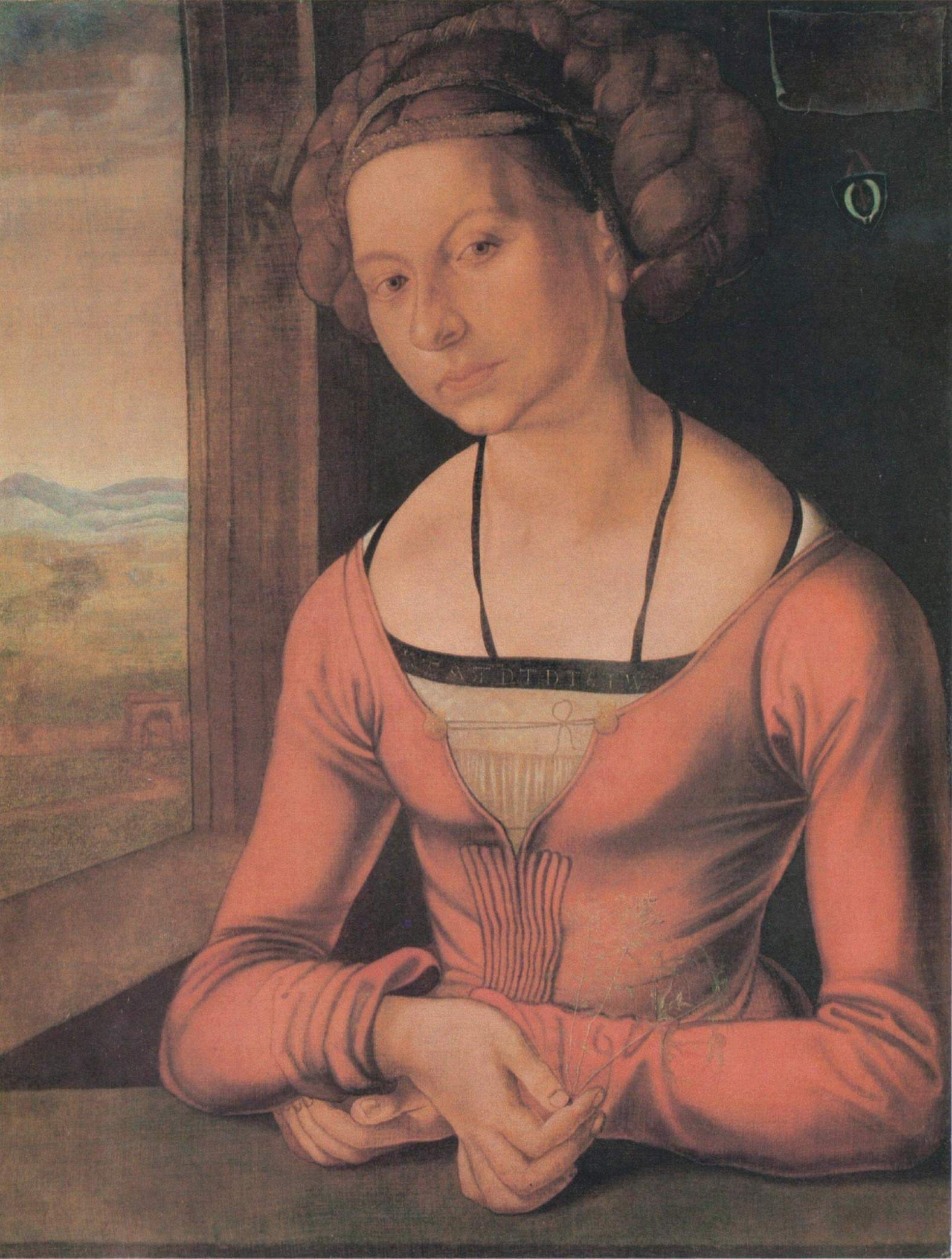
油彩画 "Die Fürlegerin mit geflochtenem Haar" （アルブレヒト・デューラー、1497年頃の作）
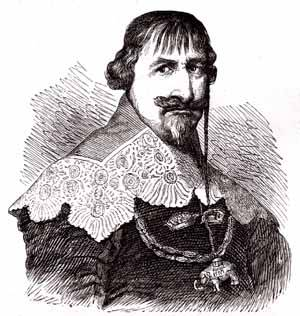
デンマーク王クリスチャン4世（1577-1648年）のポーリッシュ・プラット
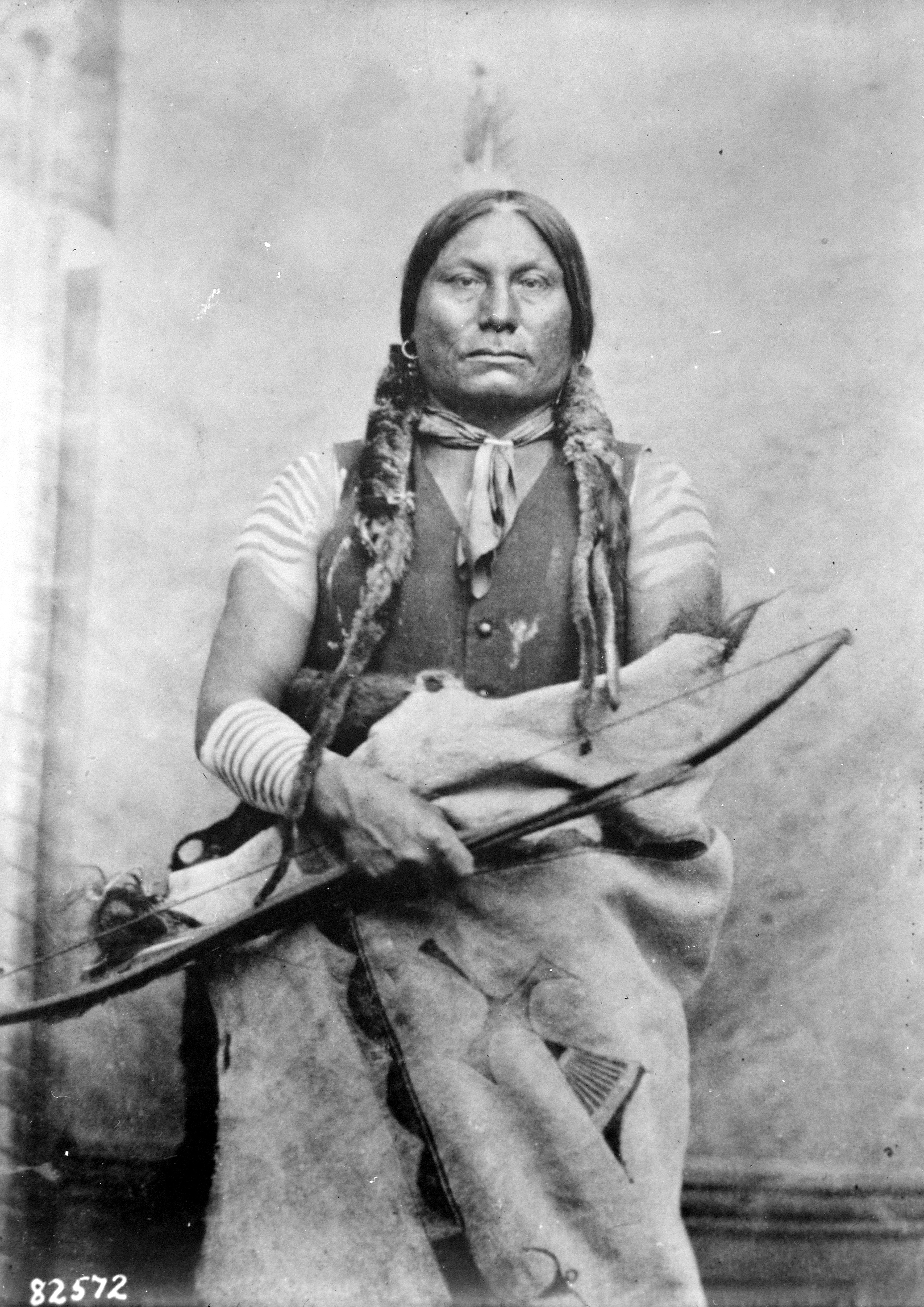
スー族の酋長ゴール（1881年撮影）
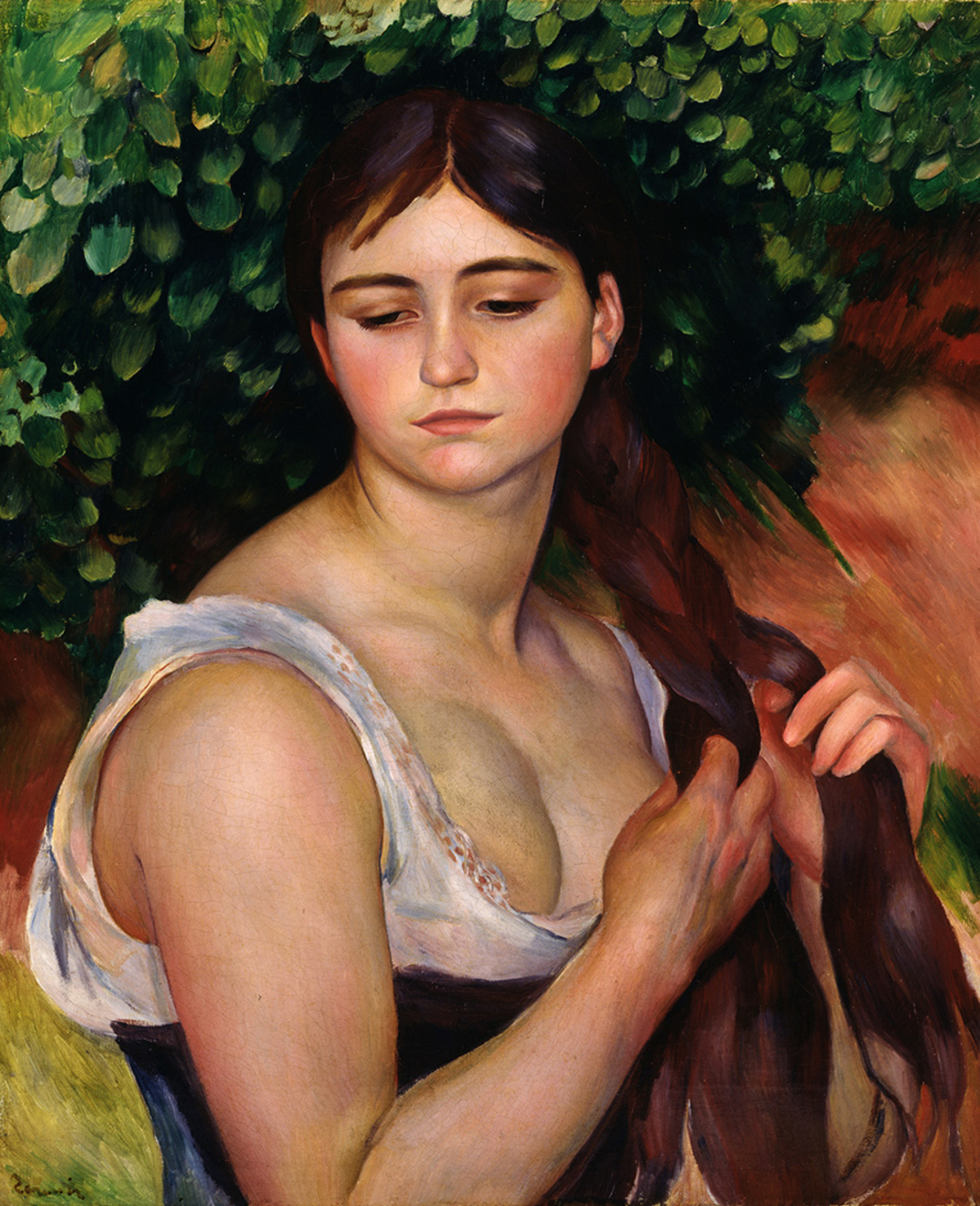
油彩画 "La Natte" （[注 3]1884年、オーギュスト・ルノアール）
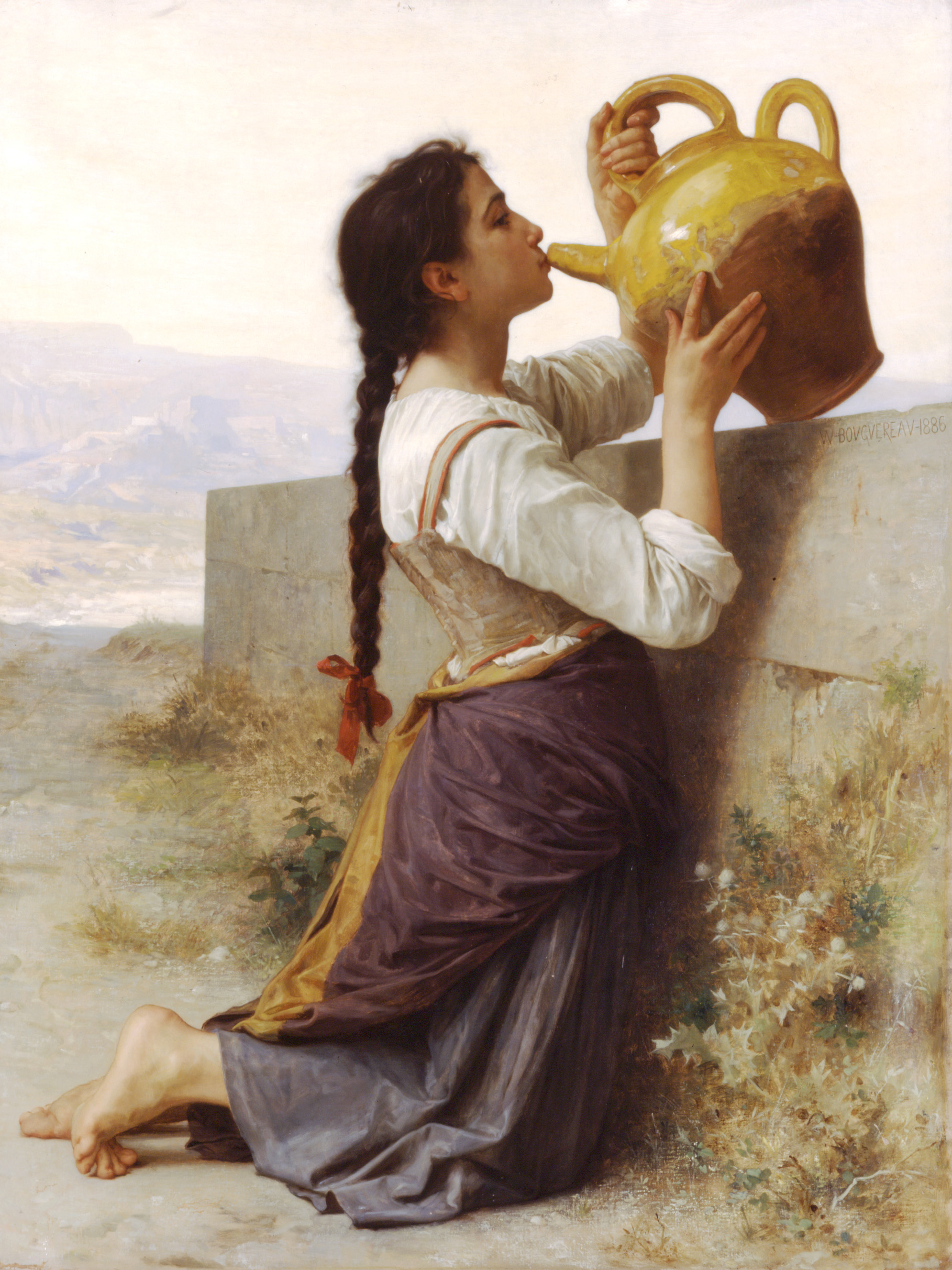
油彩画『渇き』（1886年、ウィリアム・アドルフ・ブグロー）
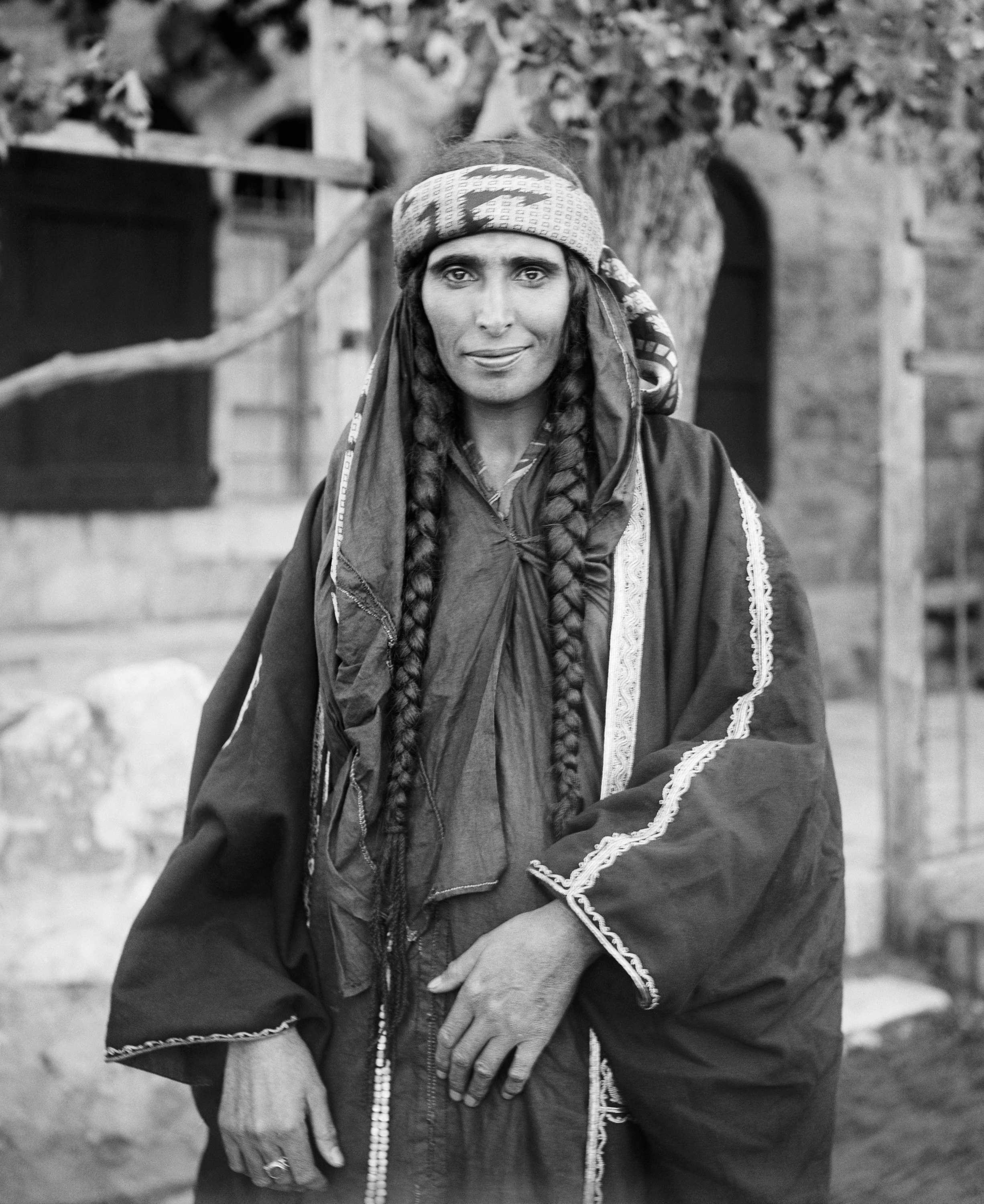
アラブの遊牧民族ベドウィンの女性（1898-1914年頃）
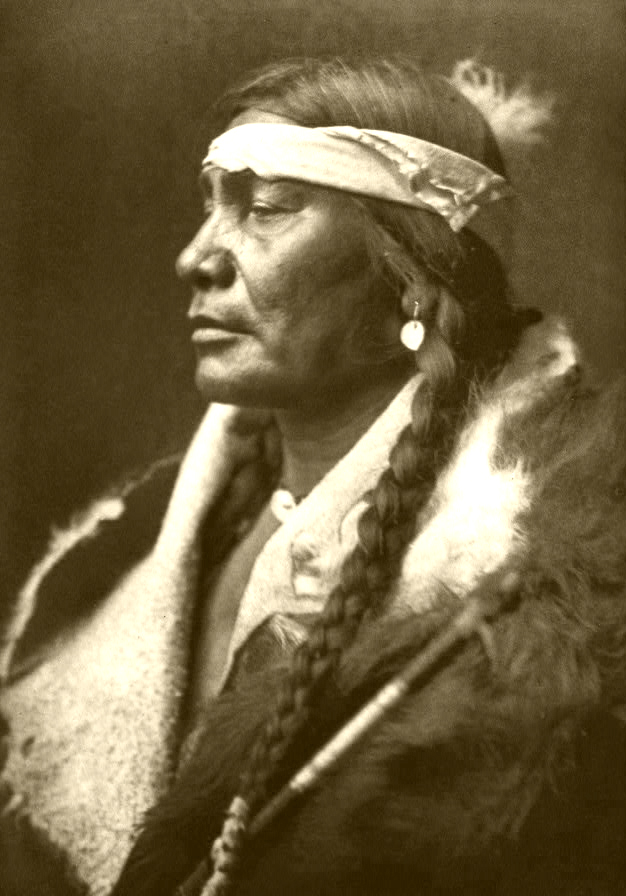
アシニボイン族の男性（1909年撮影）
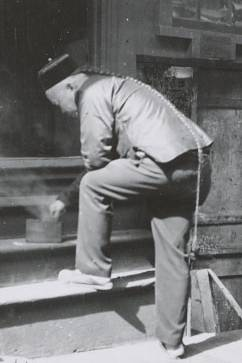
清代の中国系アメリカ人男性の辮髪（1910年撮影）
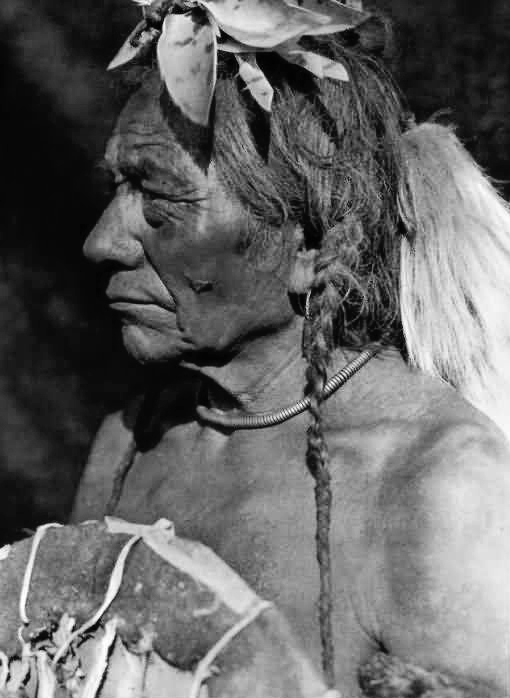
プエブロ・インディアンの男性（1926年）
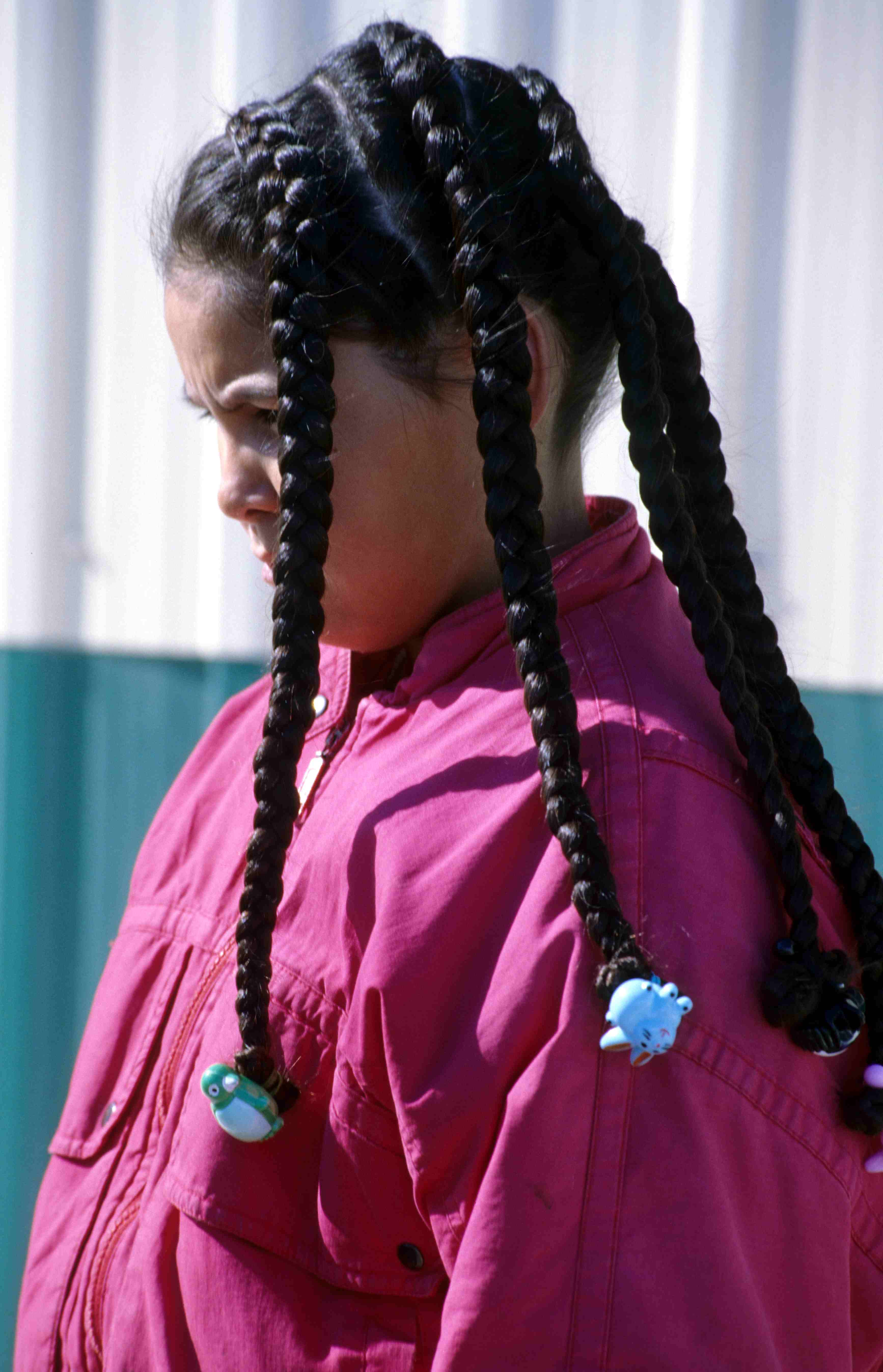
お下げ髪の女性（1997年、カナダはヌナブト準州のイヌイット）
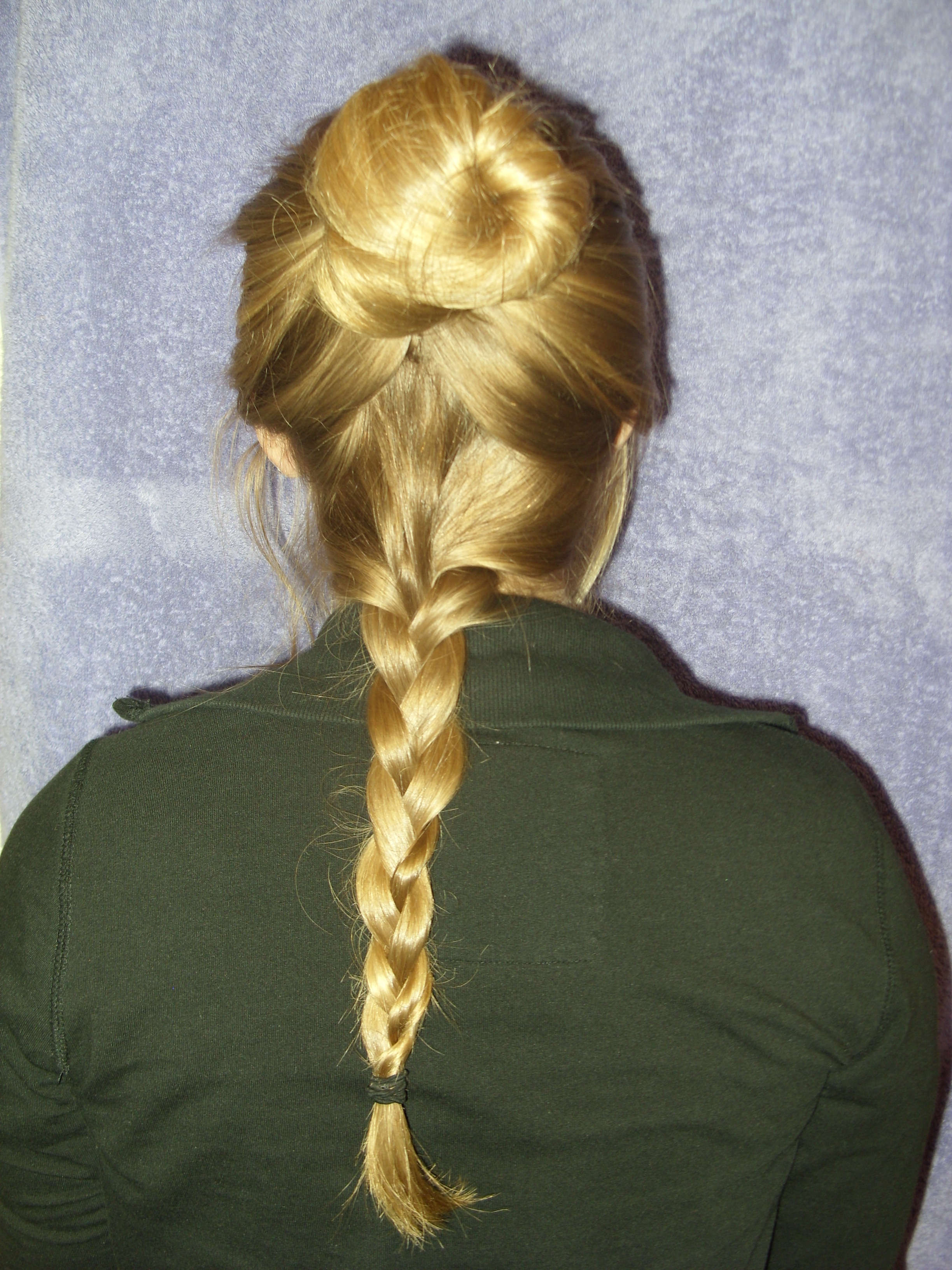
三つ編みの女性（後ろ姿。2007年）
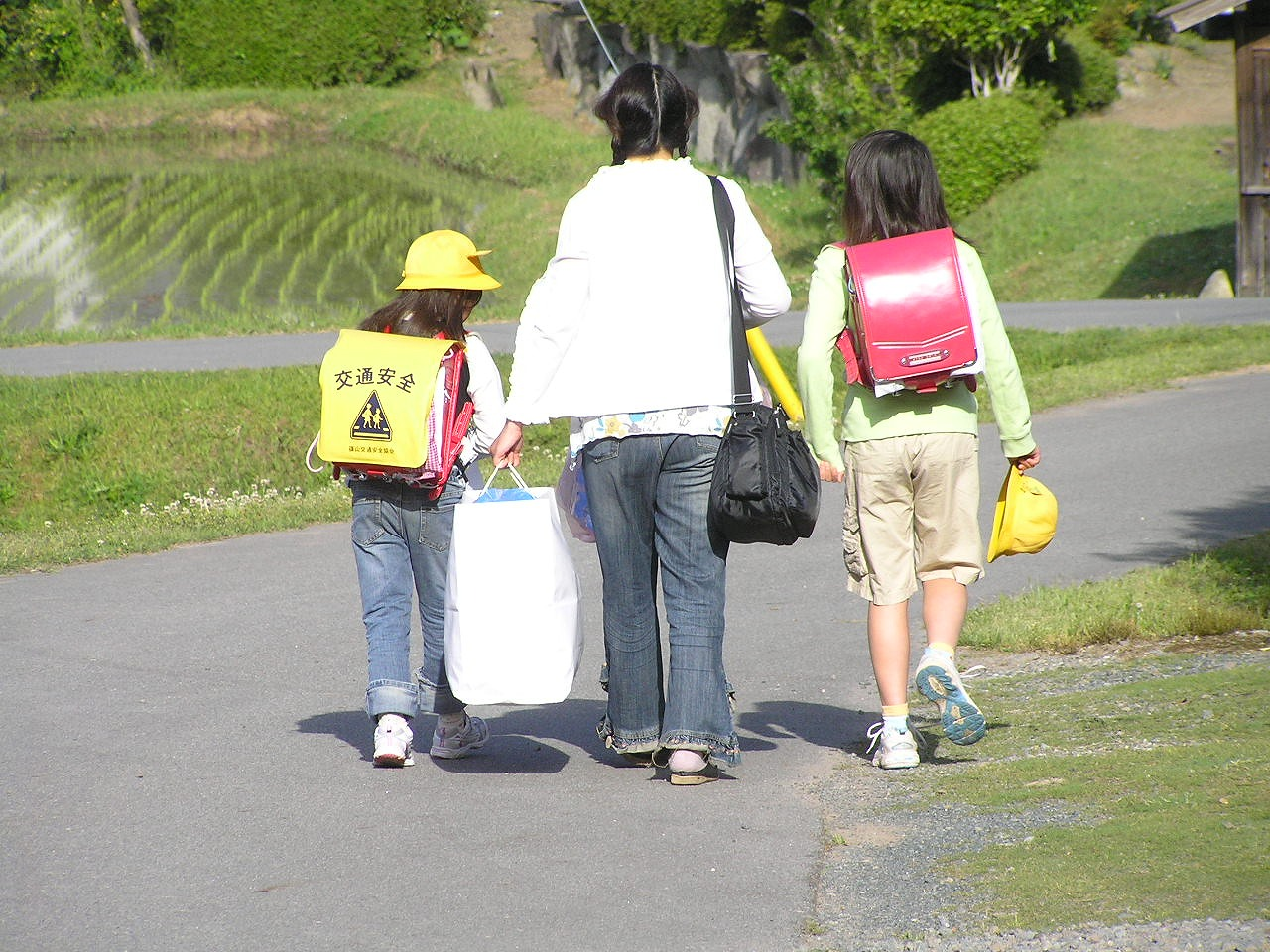
お下げ髪の女性（後ろ姿。2007年）
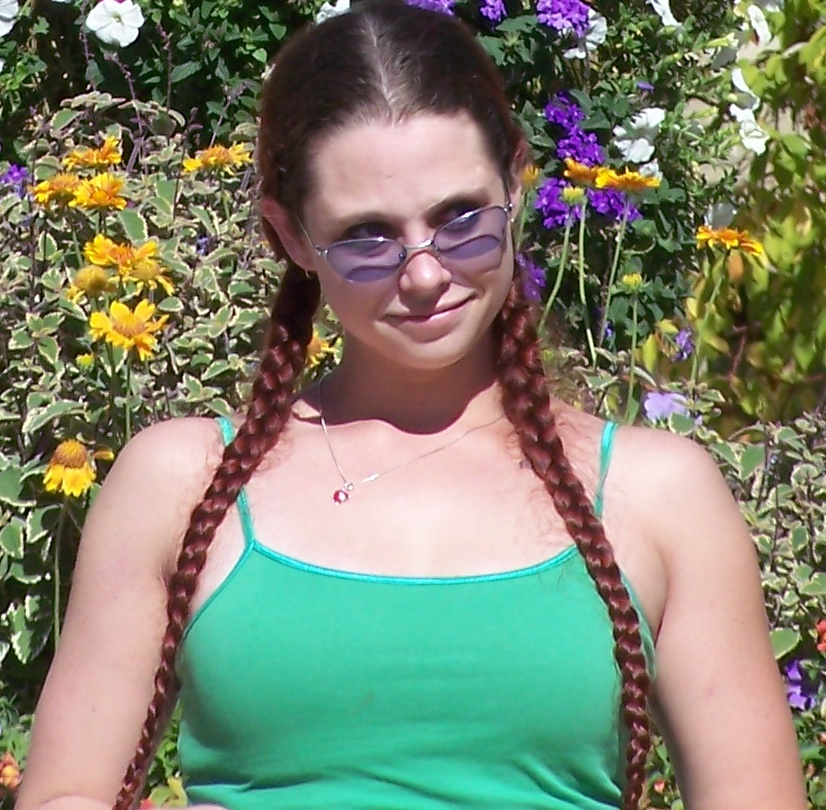
お下げ髪の女性（2007年、カナダ、アルバータ州）
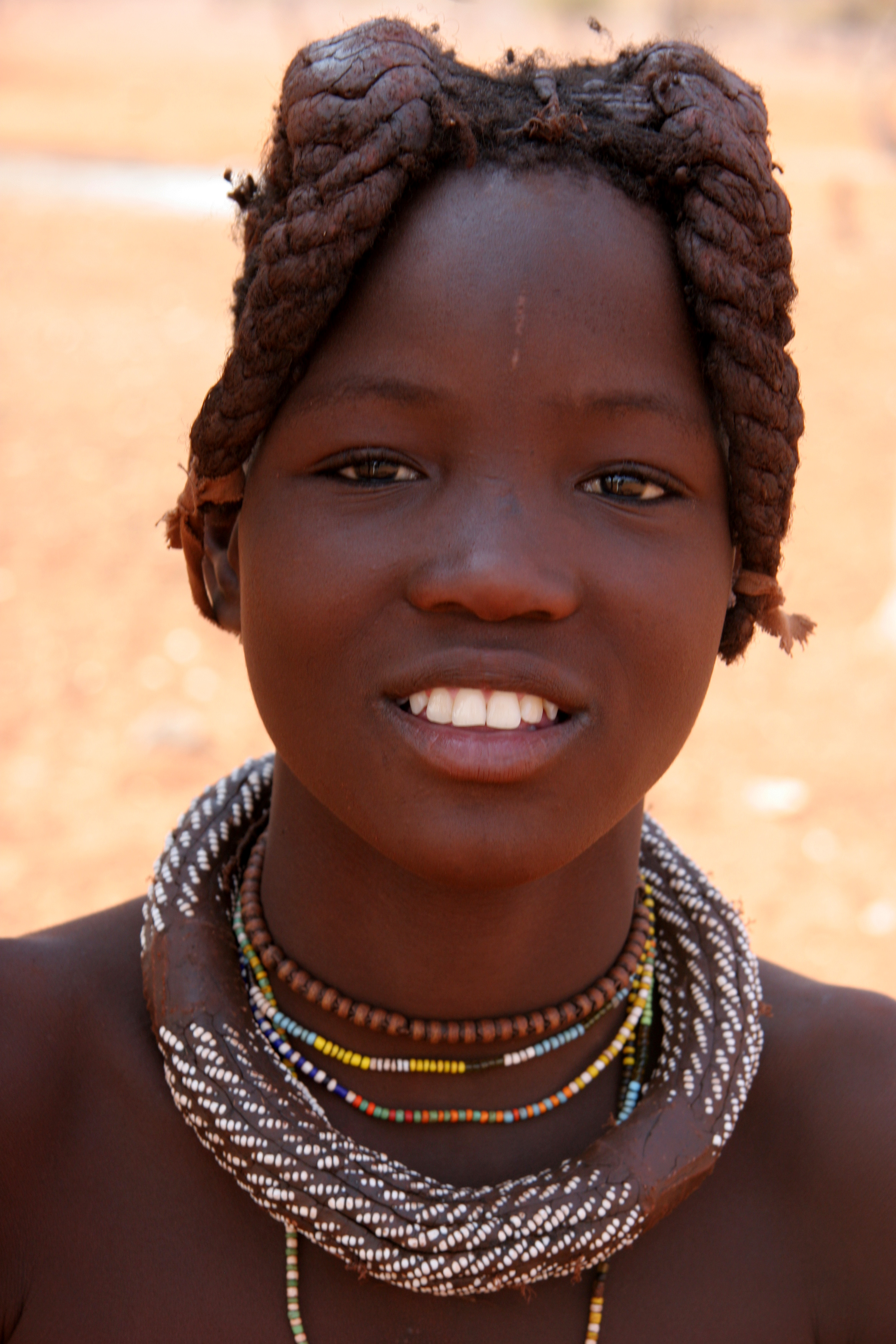
ヒンバ族の少女（2007年、ナミビア）
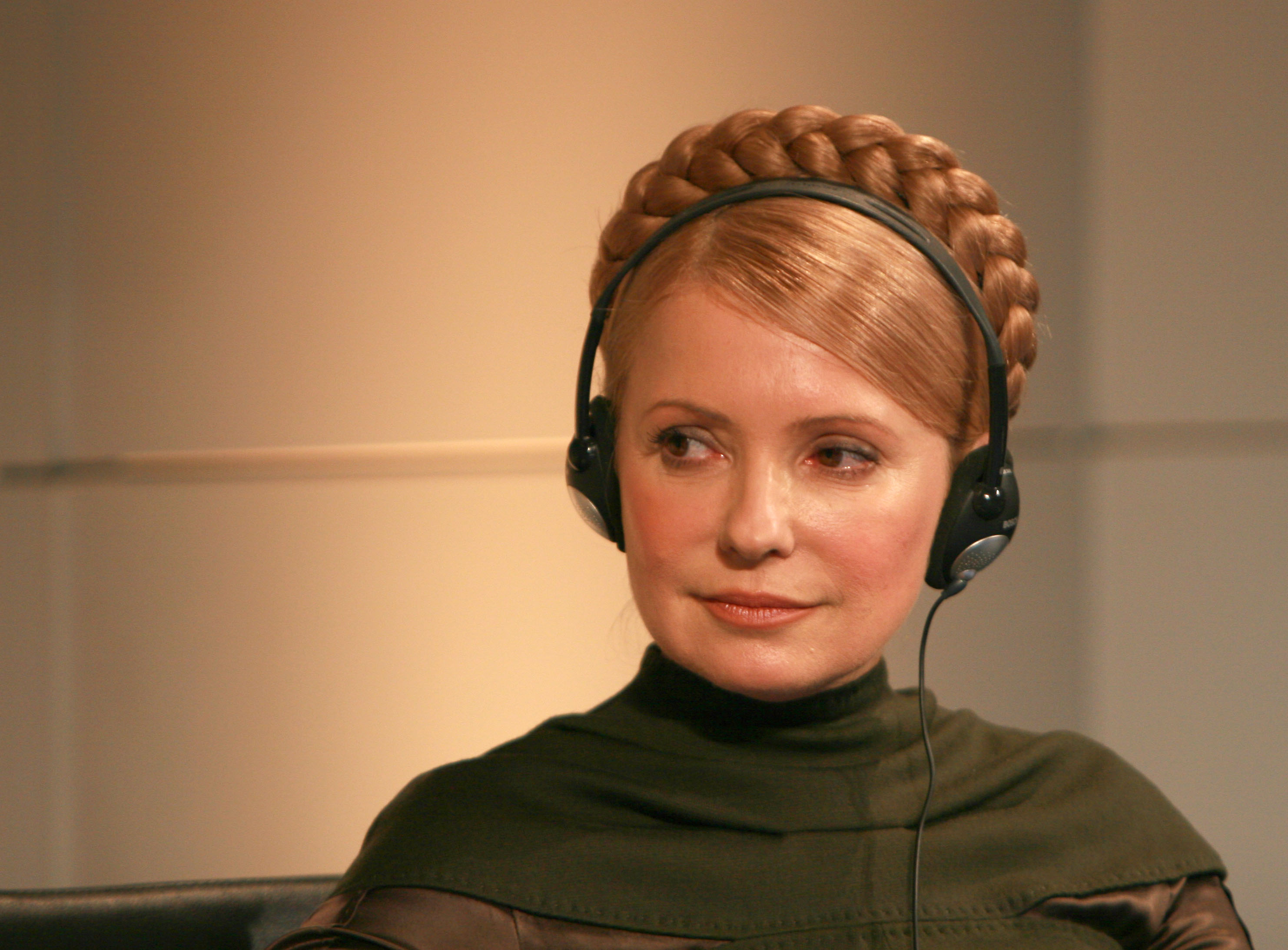
三つ編みの現代女性（2009年、ウクライナの政治家ユーリヤ・ティモシェンコ）
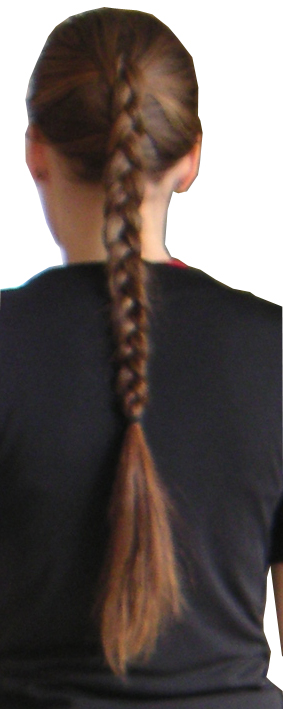
三つ編みの女性（後ろ姿。2013年）
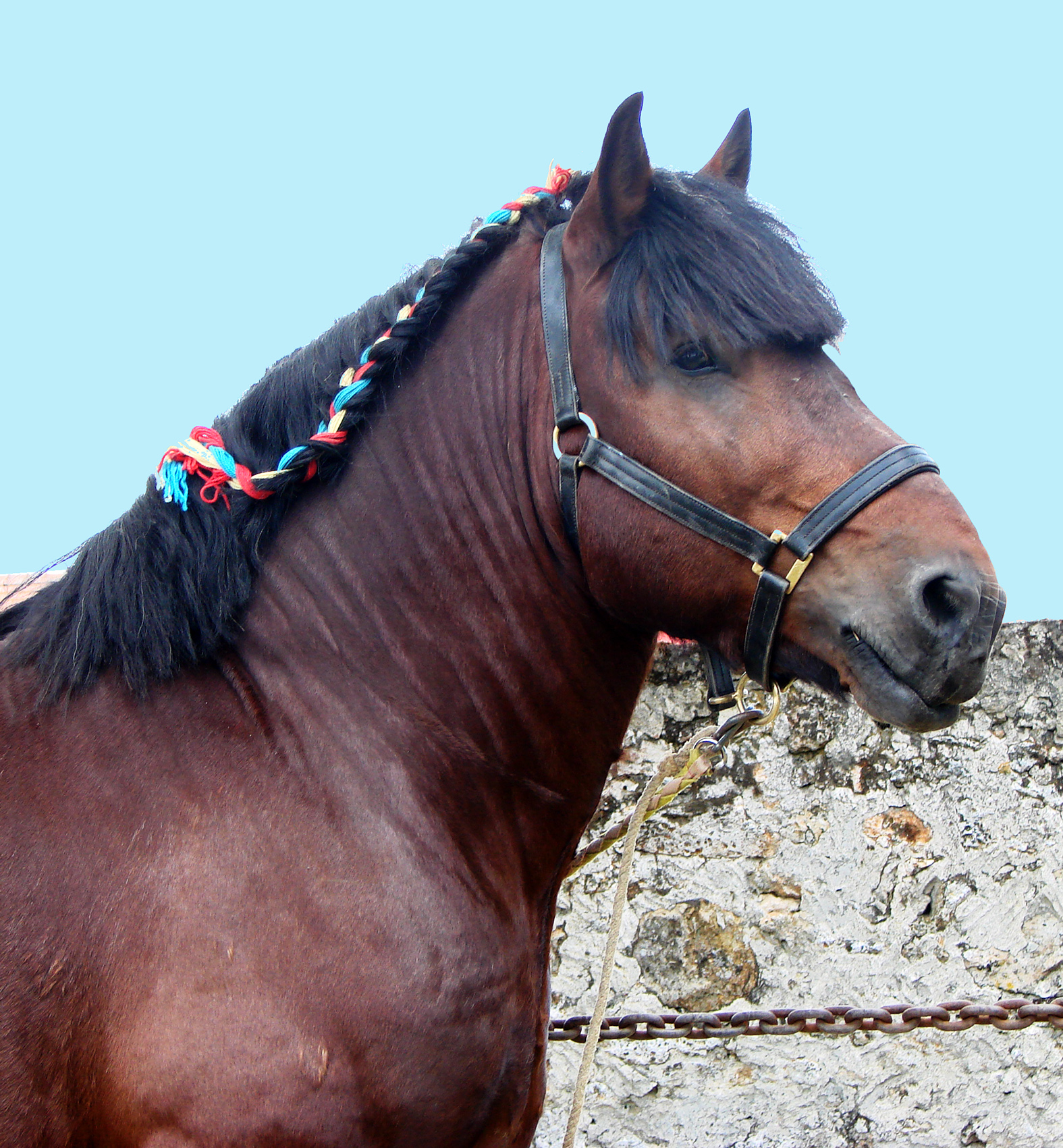
一部に飾り紐を交えながらのフランス式プラットを施された馬の鬣（たてがみ）(cf. en)
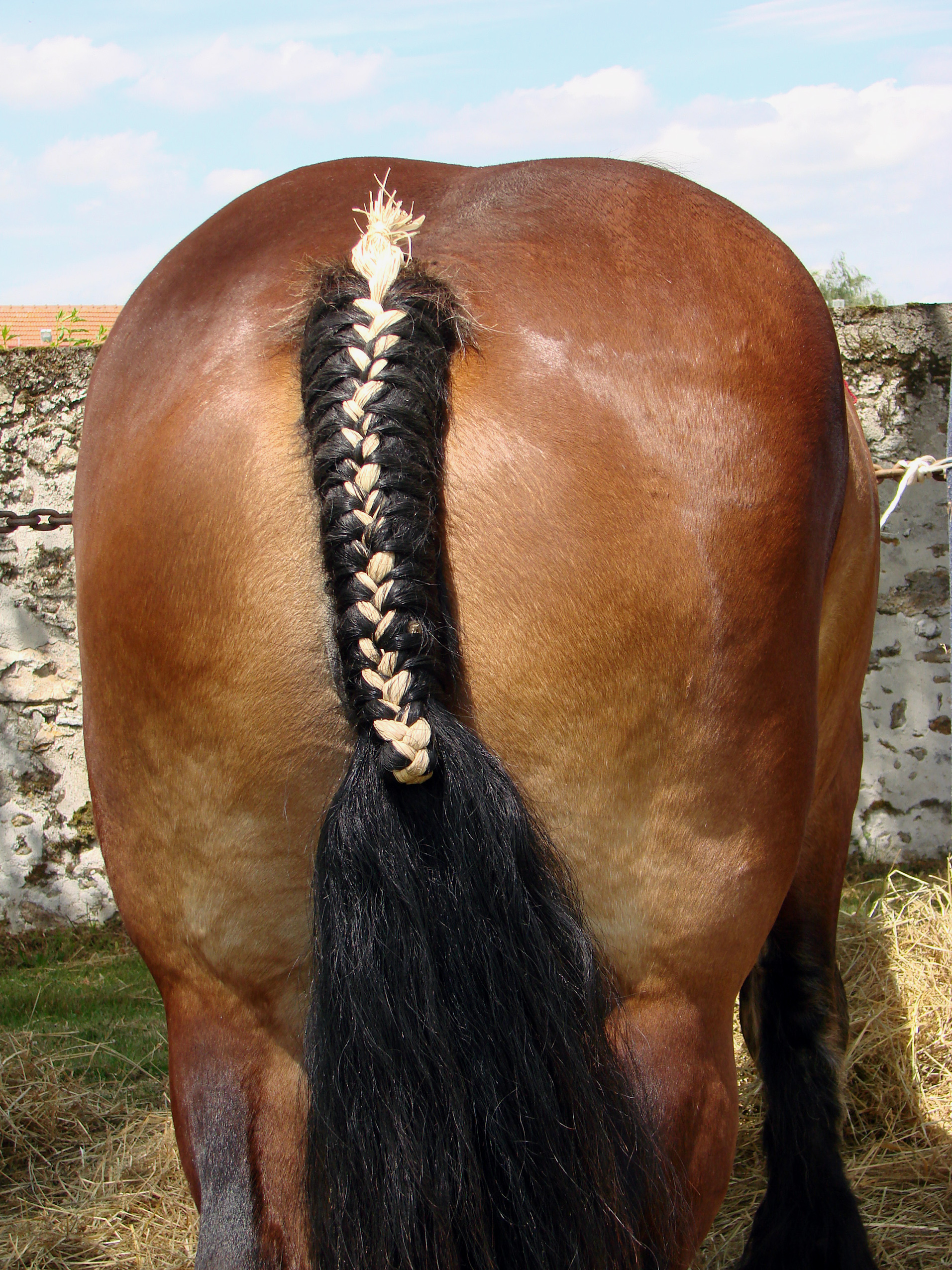
同じく、馬の尻尾の毛に施されたプラット（フランス）

## 三つ編み（数学）
数学分野における三つ編みは、結び目理論で言う組み紐群の元であり、
{\displaystyle (\sigma _{1}\sigma _{2}^{-1})^{m}}
と表すことができる（mは整数）。これは、{\displaystyle \sigma _{1}}（1本目と2本目を右回りに交換する）と{\displaystyle \sigma _{2}^{-1}}（2本目と3本目を左回りに交換する）を交互に繰り返すということを表している。